# Bill Johnston (tłumacz)
Bill Johnston (ur. 1960) – amerykański tłumacz literatury polskiej, wykładowca komparatystyki na Indiana University. Wraz z Clare Cavanaugh i Stanisławem Barańczakiem uważany jest za jednego z najlepszych i najważniejszych tłumaczy literatury polskiej na język angielski. Za swe dokonania został między innymi wyróżniony nagrodą Amicus Poloniae i dyplomem Ministra Spraw Zagranicznych za „promocję polskiej kultury”, zdobył także wiele wyróżnień amerykańskich i europejskich.

## Życiorys
Urodził się na południu Wielkiej Brytanii w rodzinie bez żadnych polskich korzeni. W czasie studiów na University of Oxford zdobył w 1981 stypendium na kurs języka polskiego na Uniwersytecie Warszawskim. W czasie pobytu w Polsce poznał swoją przyszłą żonę. Studia na Oxfordzie (filologia francuska i rosyjska) ukończył w 1982, dodatkowo w 1987 otrzymał tytuł magistra lingwistyki stosowanej w Durham University.
Po ukończeniu Oxfordu pracował na Uniwersytecie Jagiellońskim, a później na Uniwersytecie Wrocławskim jako nauczyciel języka angielskiego. W 1991 wyjechał do Stanów Zjednoczonych, gdzie zaczął pracować nad doktoratem, który otrzymał 1995 w University of Hawaii; w tymże roku zaczął pracował jako profesjonalny tłumacz, jego pierwszą opublikowaną pracą był w 1996 zbiór nowel Bolesława Prusa The Sins of Childhood and Other Stories (Grzechy dzieciństwa).
W 1995 rozpoczął pracę w Indiana University, od 2001 jest dyrektorem Polish Studies Center.

## Wybrane tłumaczenia
- Stanisław Lem: Solaris. Newark, New Jersey: Audible.com (audiobook). 2011.
- Wiesław Myśliwski: Stone Upon Stone. New York: Archipelago Books.
- Andrzej Stasiuk: Fado. Champaign, IL: Dalkey Archive.
- Juliusz Słowacki: Balladina. Newcastle upon Tyne: Cambridge Scholars Publishing.
- Jerzy Pilch: The Mighty Angel. Rochester, NY: Open Letter.
- Eugeniusz Tkaczyszyn-Dycki: Peregrinary. Brookline, MA: Zephyr Books. 2008.
- Magdalena Tulli: Flaw. New York, NY: Archipelago Books. 2007.
- Jan Kochanowski: The Envoys. Kraków, Poland: Księgarnia Akademicka. 2007.
- Stefan Żeromski: The Coming Spring. London: Central European University Press. 2007.
- Tadeusz Różewicz: new poems. New York, NY: Archipelago Books. 2007.(zwycięzca 2008 Found in Translation Award)(finalista National Book Critics Circle Poetry Award, 2008).
- Andrzej Stasiuk: Nine. New York, NY: Harcourt Brace. 2007.
- The Song of Igor’s Campaign (z rosyjskiego). New York, NY: Ugly Duckling Presse. 2006.
- Magdalena Tulli: Moving Parts. New York, NY: Archipelago Books. 2005.
- Krzysztof Kamil Baczyński: White Magic and Other Poems. Los Angeles, CA: Green Integer. 2005.
- Witold Gombrowicz: Polish Memories. New Haven, CT: Yale University Press. 2004.
- Witold Gombrowicz: Bacacay. New York, NY: Archipelago Books. 2004.
- Magdalena Tulli: Dreams and Stones. New York, NY: Archipelago Books. 2004.(winner of 2005 AATSEEL Translation Award)
- Gustaw Herling: The Noonday Cemetery and Other Stories. New York, NY: New Directions. 2003.(LA Times Notable Book of the Year, 2003)
- Jerzy Pilch: His Current Woman. Evanston, IL: Northwestern University Press/Hydra Books. 2002.
- Stefan Żeromski: The Faithful River. Evanston, IL: Northwestern University Press. 1999.
- Andrzej Szczypiorski: The Shadow Catcher. New York: Grove Press. 1997.
- Bolesław Prus: The Sins of Childhood and Other Stories. Evanston, IL: Northwestern University Press. 1996.

## Odznaczenia, nagrody i wyróżnienia
Wybrane nagrody i wyróżnienia:
- 2017: Brązowy Medal „Zasłużony Kulturze Gloria Artis”[3]

- 2005: AATSEEL (American Association of Teachers of Slavic and East European Languages) za tłumaczenie Dreams and Stones (Sny i kamienie) (Magdalena Tulli)
- 2005: National Endowment for the Humanities Fellowship za tłumaczenie The Coming Spring (Przedwiośnie) (Stefan Żeromski)
- 2004: Dyplom od Ministra Spraw Zagranicznych za „promocję kultury polskiej poza granicami kraju”
- 1999-2001: National Endowment for the Arts Creative Writing Fellowship for Poetry (Translation) za tłumaczenie Balladina (Balladyna) Juliusz Słowacki